# 新田潤

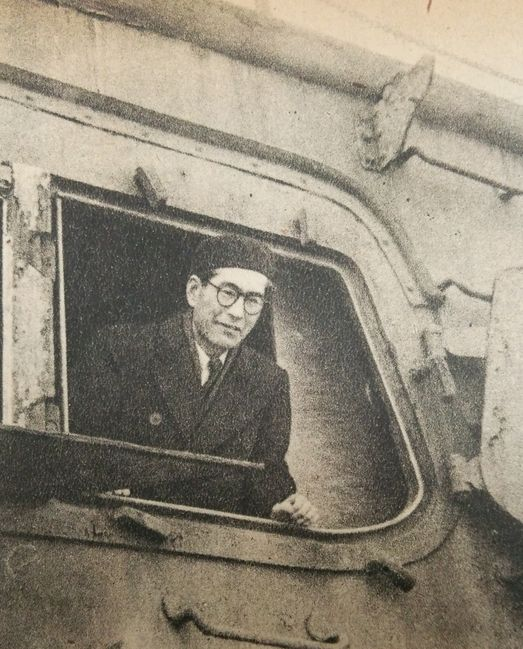
1948年、三笠を見学中

新田 潤（にった じゅん、1904年9月18日 - 1978年5月14日）は、小説家。本名・半田 祐一。

## 人物・来歴
長野県上田市生まれ。旧制上田中学（長野県上田高等学校）を経て、東京帝国大学英文科卒。1936年に高見順らと『人民文庫』を創刊、プロレタリア・リアリズムの作家として活動した。1943年から海軍報道班員として徴用され、復員後は風俗小説を書いた。1968年から東京電機大学講師。
1978年5月14日、肝硬変の末期症状である食道静脈瘤破裂のため東京都杉並区高円寺北の自宅で死去。戒名は無得豊潤居士。

## 著書
- 『片意地な街』人民社 1936
- 『崖 小説集』竹村書房 1937
- 『夢みる人』春陽堂 1939
- 『娘』昭森社 1940
- 『風と娘』赤門書房 1941
- 『太陽のある附近』昭和書房 1941
- 『娘ごころ』佃書房 1942
- 『姉妹』昭森社 1942
- 『満洲旅日記 文学紀行』井上友一郎,豊田三郎共著 明石書房 1942 のちゆまに書房から複製
- 『耳目の散歩』東和出版社 1943
- 『亜細亜の子』協力出版社 1943
- 『東京地下鉄』労働文化社 1946 「上野発浅草行」壱番館 1979
- 『煙管』文明社 1946
- 『未完の主人公』共和出版社 1947
- 『夜の橋の上』和敬書店 1948
- 『禁断の果実』実業之日本社 1948
- 『光は遠けれど』大日本雄弁会講談社 1949
- 『危険な心情』北辰堂 1952
- 『明日あれば』東方社 1954
- 『彼方に光ありや』東方社 1954
- 『病める接吻』東方社 1954
- 『妻の行方』東方社 1955
- 『色事師と女』鱒書房(コバルト新書)1955
- 『わが青春の仲間たち』新生社 1968
- 『新田潤作品集』全5巻 一草舎出版 2005.2

### 翻訳
- フリッツ・クライスラー『塹壕の四週間』竹村書房 1937
- チャールス・G.ノリス『いのちの饗宴』昭和書房 1940
- リチャード・オールディングトン『英雄の死』今日の問題社 1941
- カザリン・ダンラップ『今ひとたびの愛 青春の手記』昭和書房 1941
- アンドレ・モロア『ブランブル大佐の沈黙』通文閣 1941